# كفر أبو زاهر
قرية كفر أبوزاهر وعزبها هي إحدى القرى التابعة لمركز شربين في محافظة الدقهلية في جمهورية مصر العربية. حسب إحصاءات سنة 2006، بلغ إجمالي السكان في كفر أبوزاهر وعزبها 10613 نسمة، منهم 5394 رجل و5219 امرأة.